# Phintella planiceps
Phintella planiceps là một loài nhện trong họ Salticidae.
Loài này thuộc chi Phintella. Phintella planiceps được Berry, Joseph A miêu tả năm 1996. Beatty & Jerzy Prószyński.